# Holbeton
Holbeton – wieś w Anglii, w hrabstwie Devon, w dystrykcie South Hams. Leży 52 km na południowy zachód od miasta Exeter i 299 km na południowy zachód od Londynu. W 2001 miejscowość liczyła 1402 mieszkańców.